# Таїров (село)
Таїров (вірм. Թաիրով) — село в марзі Армавір, на заході Вірменії. Село входить до складу сусіднього села Паракар. Село назване на честь Василя Єгоровича Таїрова.